# Candeliere di Gloucester

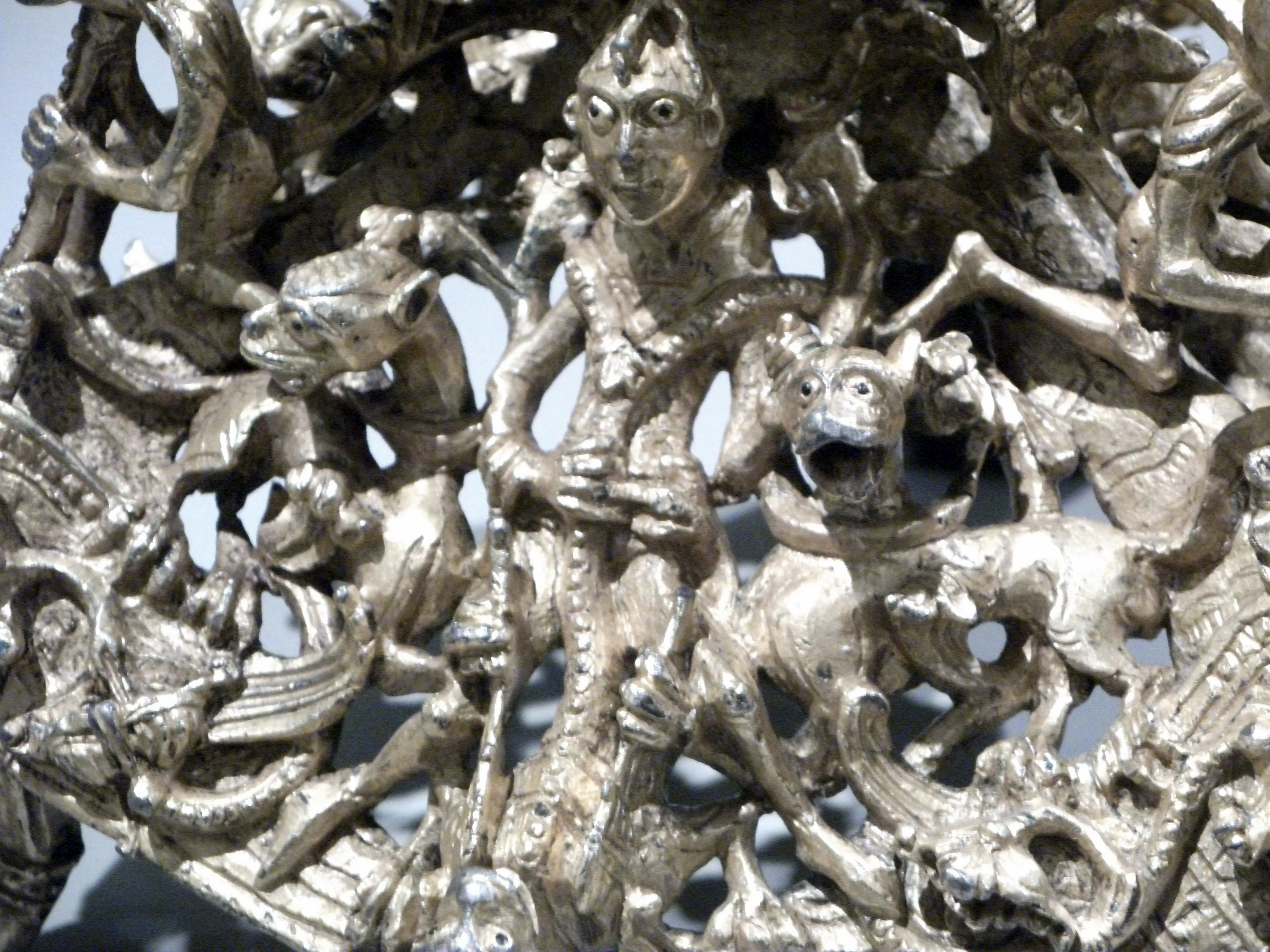
Particolare della base

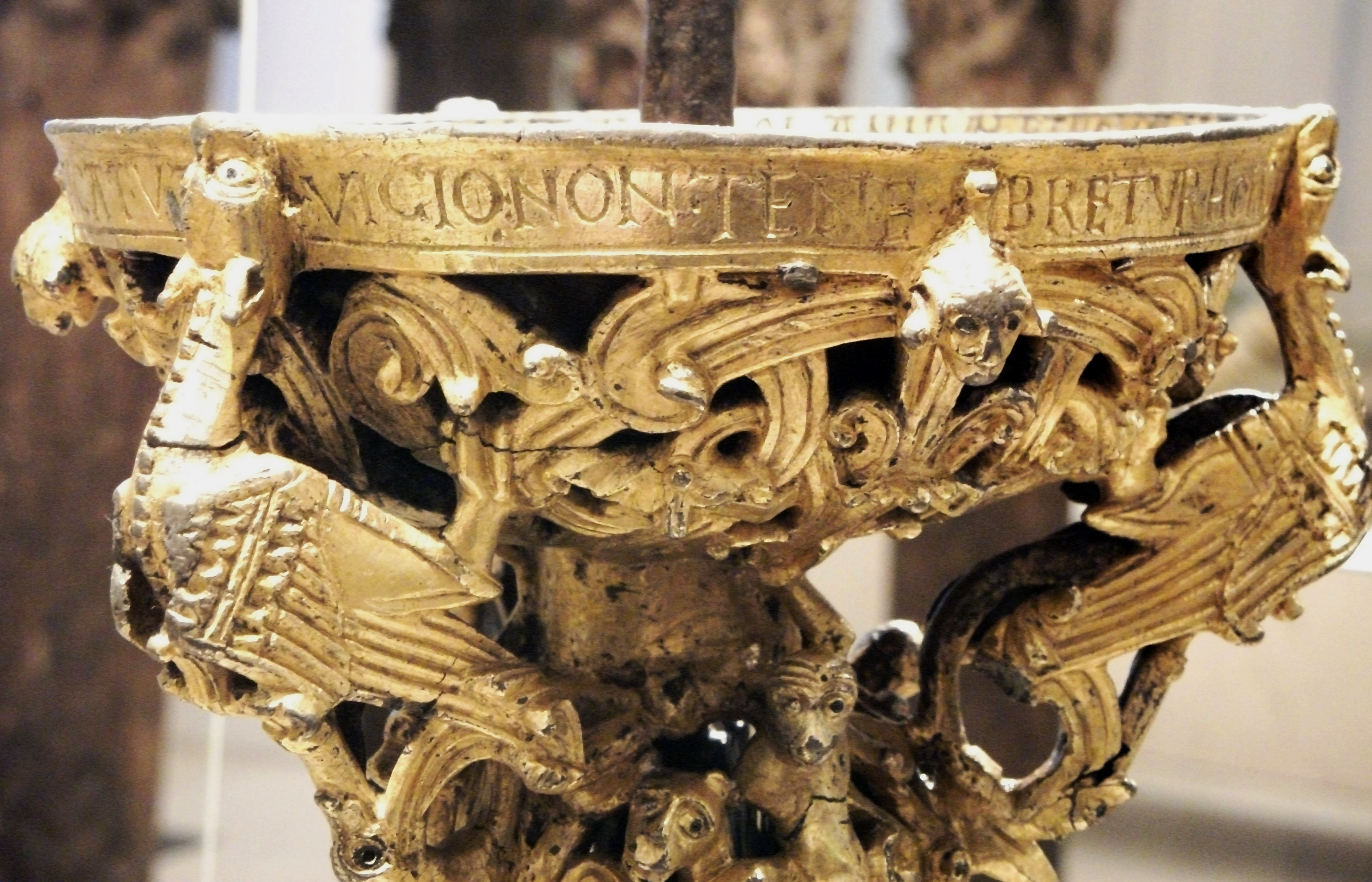
Particolare della ciotola

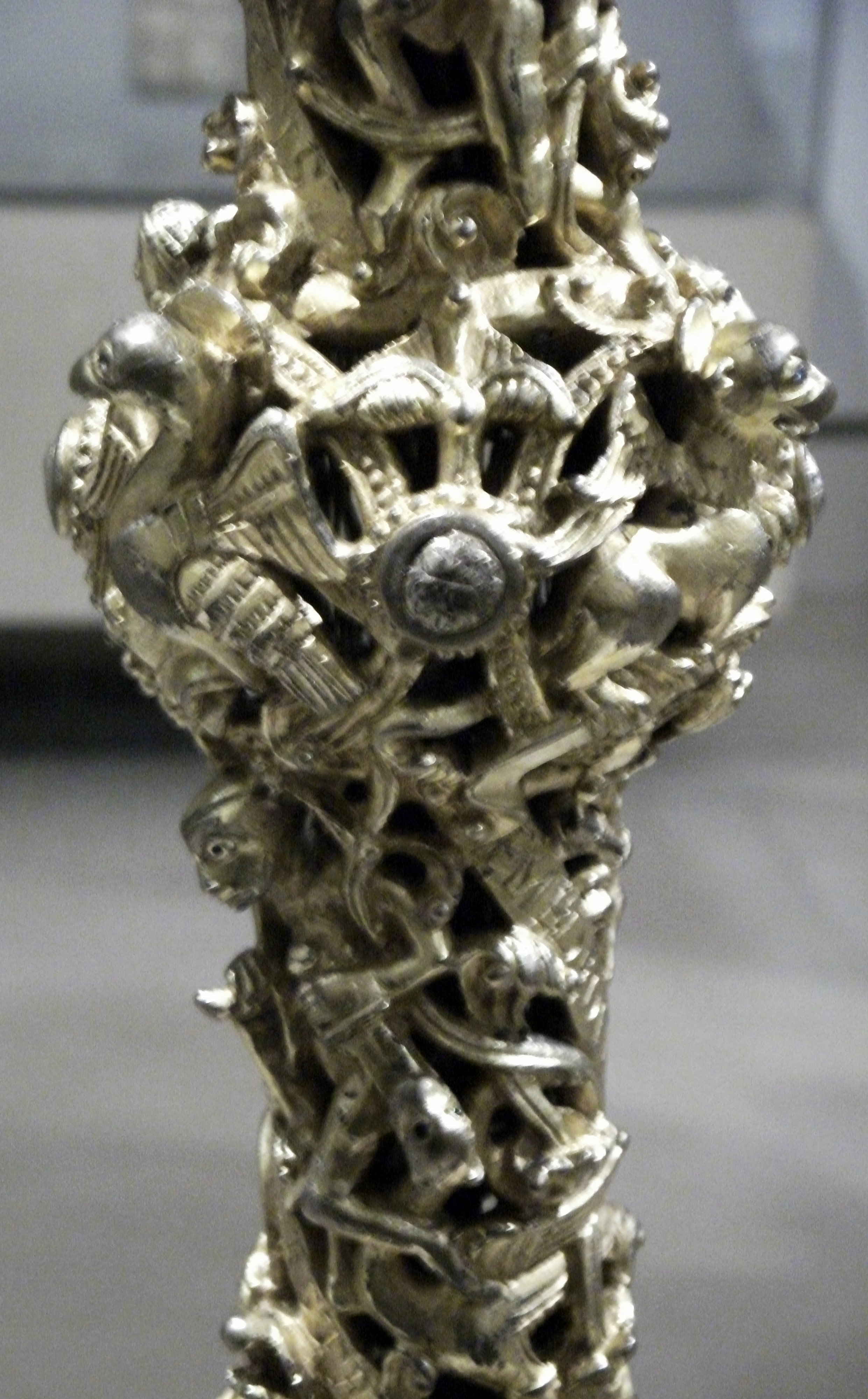
Particolare del pomolo

Il candeliere di Gloucester è un candeliere in bronzo dorato romanico inglese, ora al Victoria and Albert Museum di Londra (no. 7649-1861). È stato realizzato per la cattedrale di Gloucester tra il 1104 e il 1113 ed è un eccezionale superstite della lavorazione dei metalli romanica inglese.

## Storia
Sul candeliere ci sono tre iscrizioni in latino che, caso rarissimo, consentono di ricostruire gran parte della storia del manufatto. L'iscrizione all'esterno del piatto è celebrativa recita:
(Candeliere di Gloucester, iscrizione laterale)
Quella sullo stelo, sopra e sotto il pomello centrale, si riferisce invece alla donazione del candelabro e recita:
(Candeliere di Gloucester, iscrizione centrale)
Pietro fu abate del monastero benedettino di San Pietro, ora cattedrale di Gloucester, dal 1104 fino alla sua morte nel 1113. Verso la fine del XII secolo, il candelabro viene portato a Le Mans, dove la terza iscrizione aggiunta all'interno del piatto registra la sua donazione alla cattedrale di Le Mans:
(Candeliere di Gloucester, iscrizione interna)
Successivamente viene registrato in una collezione privata nel 1856. Il Candeliere viene infine acquistato dal Victoria and Albert Museum in un'asta a Parigi della collezione appartenuta al principe Aleksej Dmitrievič Saltykov nel 1861.
Il candelabro Gloucester, così come il Victoria and Albert Museum, sono elementi principali della narrazione nel romanzo The Children's Book (2009) di Antonia Susan Byatt.

## Descrizione
Il candelabro è stato prima modellato in cera, poi fuso con la tecnica della "cera persa" in tre sezioni. Il metallo è il bronzo in una miscela insolita di rame, zinco, stagno, piombo, nichel, ferro, antimonio e arsenico con una quantità insolitamente grande di argento, tra il 22,5% nella base e il 5,76% nel piatto sotto la candela. Le proporzioni di questa miscela possono suggerire che il candelabro sia stato ricavato da un gruzzolo di vecchie monete. Il candelabro era dorato mediante doratura a fuoco, con elementi in argento a niello aggiunti, incisione e minuscoli occhi di vetro scuro incastonati su alcune delle figure.
Il candelabro è densamente ornato con una composizione traforata di figure umane, scimmie e animali favolosi intervallati da spessi germogli intrecciati di fogliame. Tre draghi dalle lunghe orecchie con ali spiegate formano i piedi di sostegno; i simboli dei Quattro Evangelisti sono nei medaglioni sul pomello. Questo tipo di decorazione era comune all'arte nordeuropea di questa data, ma lo stile qui è strettamente correlato ai manoscritti miniati inglesi contemporanei, indicando che, nonostante le influenze tedesche, questo pezzo è stato realizzato in Inghilterra, forse a Canterbury, o da un artigiano che ha viaggiato per eseguire commissioni. Potrebbe non aver lavorato esclusivamente nel metallo e potrebbe essere stato un laico. L'opera ha somiglianze con un paio di candelabri ottoniani a Hildesheim che furono commissionati dal vescovo Bernward di Hildesheim, vescovo dal 993 fino alla sua morte nel 1022.
La decorazione è stata interpretata come una lotta tra le forze del bene e del male, e ha come tema la parola e il silenzio, con alcune delle figure che mettono le mani sulla bocca di altre.